# Eida
Eida är en sidoform till namnet Ida som är en kortform till det forntyska namnet Iduberga. Namnet är bildat av ordet id som betyder flit.
Den 31 december 2014 fanns det totalt 88 kvinnor folkbokförda i Sverige med namnet Eida, varav 42 bar det som tilltalsnamn.
Ordet "eida" på norska även betyder "ederna" (dvs bestämd plural from av "eid" vilket betyder "ed" på Svenska). Ordet "eiða" (eller "eidha") är på fornnordiska ett poetiskt ord för moder/mor/mamma.    
Namnsdag: saknas